# Ін'єкція (геологія)
Ін’єкція (рос. инъекция, англ. injection, нім. Injektion f) — процес проникнення магматичного розплаву або осадового матеріалу (знизу вгору, згори вниз і в латеральному напрямку) в осади або породи під дією підвищеного тиску між шарами осадових порід (пошарова І.) або в тріщини, які перетинають товщу порід.